# Kawanishi J6K
El Kawanishi J6K Jinpū (陣風 "tempestad"?) fue un proyecto japonés de avión interceptor cuyo desarrollo fue cancelado en 1945. 

## Historia
En 1943, la Armada Imperial Japonesa hizo el requerimiento 18 Shi, mediante el cual se especificaban las características de un avión interceptor. Nakajima presentó el J5N Tenrai y Kyūshū el J7W Shinden, mientras que la propuesta de Kawanishi fue el J6K Jinpū.
Se trataba de un monoplano monomotor con el ala de implantación baja, recta en la raíz y que a media envergadura tomaba un marcado diedro positivo. Estaba motorizado con un Nakajima Homare y su armamento eran dos ametralladoras de 13 mm en el fuselaje y cuatro cañones de 20 mm en las alas, que posteriormente serían incrementados a seis.
En esos momentos la producción de Kawanishi estaba centrada en el N1K2, y aunque el J6K era mucho más avanzado, debido al negativo desarrollo de la Segunda Guerra Mundial para Japón, el proyecto fue cancelado tras haber sido construido tan solo un modelo en madera a escala real.

## Especificaciones
Referencia datos: The Xplanes of Imperial Japanese Army & Navy 1924-45

### Características generales
- Tripulación: 1
- Longitud: 10,12 m
- Envergadura: 12,5 m
- Altura: 3,94 m
- Peso vacío: 3500 kg
- Peso cargado: 4373 kg
- Planta motriz: 1× motor radial de 18 cilindros Nakajima Homare.
  - Potencia: 2200 hp

### Rendimiento
- Velocidad máxima operativa (Vno): 685 km/h
- Alcance: km
- Radio de acción: km
- Alcance en combate: km
- Alcance en ferry: km

### Armamento
- Ametralladoras:  2 de 13 mm

- Cañones:  6 de 20 mm

### Aeronaves similares
- Focke-Wulf Fw 190
- Republic P-47 Thunderbolt
- Mitsubishi A7M

### Secuencias de designación
← J4M • J5N • J6K • J7W • J8M →